# ペパーランド
『ペパーランド』は、1992年11月18日に森高千里が発表した7枚目のアルバム。

## 概要
- 森高自身が、ボーカル・ドラムは勿論だが、ピアノ・ギター・ベースといった楽器演奏に積極的に取り組んだ意欲作である。
- シングル曲が1曲も入っていない。但し翌1993年4月に「ロックンロール県庁所在地（シングル・ヴァージョン）」がシングル『私の夏』のカップリング曲としてシングル・カットされた。
- タイトルの「ペパーランド」とは森高がバンド活動をしていた頃、拠点としていた熊本のライブハウスの名前である。なおそのライブハウス自体は2022年現在も営業している。
- ジャケットはそれまでの派手なコスチューム的な衣装を止め、ほとんど普段着になり、それまでオールカラーだったものが本作では一部モノクロになっている。また、このアルバムは恒例であった初回限定盤ブックレット付（カラー写真集）仕様が発売されず、通常盤のみの発売にとどまっている（次作以降は初回限定盤が復活）。

## 収録曲
| 全作詞: 森高千里。 |                              |           |            |          |      |
| #                  | タイトル                     | 作詞      | 作曲       | 編曲     | 時間 |
| 1.                 | 「ペパーランド」             | 森高千里  | 河野伸     |          | 3:59 |
| 2.                 | 「どっちもどっち」           | 森高千里  | 高橋諭一   |          | 3:58 |
| 3.                 | 「頭が痛い」                 | 森高千里  | 高橋諭一   |          | 3:50 |
| 4.                 | 「サンライズ」               | 森高千里  | 高橋諭一   |          | 4:22 |
| 5.                 | 「ロックンロール県庁所在地」 | 森高千里  | 森高千里   | 森高千里 | 2:28 |
| 6.                 | 「雨の朝」                   | 森高千里  | 前嶋康明   | 前嶋康明 | 4:16 |
| 7.                 | 「常夏のパラダイス」         | 森高千里  | 松本俊明   |          | 3:43 |
| 8.                 | 「Uターン (我が家)」         | 森高千里  | 高橋諭一   |          | 3:39 |
| 9.                 | 「ごきげんな朝」             | 森高千里  | 斉藤英夫   | 斉藤英夫 | 4:37 |
| 10.                | 「ROCK ALARM CLOCK」         | 森高千里  | 直枝政太郎 |          | 4:03 |
| 11.                | 「青い海」                   | 森高千里  | 松尾弘良   | 松尾弘良 | 4:23 |
| 合計時間:          | 合計時間:                    | 合計時間: | 合計時間:  | 43:18    |      |

## 参加ミュージシャン
| ペパーランド - Drums,E.Bass,R.Guitar,A.Guitar＆A.Piano：森高千里 - E.Guitar：河野伸・高橋諭一 どっちもどっち - Drums,R.Guitar＆A.Piano：森高千里 - E.Bass,Guitars＆Chorus：高橋諭一 頭が痛い - Drums,A.Piano＆Chorus：森高千里 - E.Bass：瀬戸由紀男 - Guitars：高橋諭一 サンライズ - Drums,R.Guitar,Guitar Solo＆A.Piano：森高千里 - E.Bass：横山雅史 - Guitars：高橋諭一・Izutsuya - Chorus：高橋諭一 ロックンロール県庁所在地 - All Instruments＆Chorus：森高千里 雨の朝 - Twin Drums：森高千里 - Synthesizer Programming＆Fender Rhodes：前嶋康明 | 常夏のパラダイス - Drums,R.Guitar＆Chorus：森高千里 - E.Bass：横山雅史 - Guitars：高橋諭一・Izutsuya - Fender Rhodes：河野伸 Uターン (我が家) - Drums＆A.Piano：森高千里 - E.Bass,Guitars＆Chorus：高橋諭一 ごきげんな朝 - Drums,E.Bass＆A.Piano：森高千里 - Guitars：高橋諭一・Izutsuya - Synthesizer Programming：斉藤英夫 ROCK ALARM CLOCK - Drums＆Guzz Guitar：森高千里 - E.Bass：横山雅史 - Guitars：直枝政太郎・高橋諭一 - Guitar Solo：Izutsuya - A.Piano：高橋諭一 - Synthesizer Programming：直枝政太郎 青い海 - Drums,E.Bass,R.Guitar＆Chorus：森高千里 - Guitar Solo：松尾弘良 - Fender Rhodes：松尾ゆきえ |